# Gold Against the Soul
| Recensione              | Giudizio |
| ----------------------- | -------- |
| AllMusic                |          |
| Dizionario del Pop-Rock |          |
| 24.000 dischi           |          |

Gold Against the Soul è il secondo album dei Manic Street Preachers pubblicato nel 1993.

## Tracce

### CD
Testi di Nicky Wire e Richey James, musiche di James Dean Bradfield e Sean Moore.
1. Sleepflower – 4:52
2. From Despair to Where – 3:34
3. La Tristesse Durera (Scream to a Sigh) – 4:13
4. Yourself – 4:11
5. Life Becoming a Landslide – 4:16
6. Drug Drug Druggy – 3:27
7. Roses in the Hospital – 5:03
8. Nostalgic Pushead – 4:15
9. Symphony of Tourette – 3:32
10. Gold Against the Soul – 5:34

## Formazione
- James Dean Bradfield – voce solista, chitarra solista, chitarra ritmica, chitarra acustica, cori
- Richey James – chitarra ritmica, cori
- Nicky Wire – basso
- Sean Moore – batteria, percussioni, drum programming

Musicisti aggiunti
- Ian Kewley e Dave Eringa – pianoforte, organo Hammond
- Nick Ingham – arrangiamento strumenti a corda
- "Shovell" (Andrew Lovell) – percussioni

Note aggiuntive
- Dave Eringa – produttore
- Registrazioni effettuate dal gennaio al marzo del 1993 al "Outside Studios"
- Dave Eringa – ingegnere delle registrazioni
- Lee Phillips e Andy Baker – assistenti ingegnere delle registrazioni
- Mixaggio effettuato da Dave Eringa al "Olympic Studios" di Londra (eccetto brani: "Sleepflower", "La Tristesse Durera (Scream to a Sigh)" e "Yourself")
- Giles Cowley – assistente ingegnere del mixaggio (eccetto brani: "Sleepflower", "La Tristesse Durera (Scream to a Sigh)" e "Yourself")
- Philip Hall e Martin Hall – management
- Mitch Ikeda – foto copertina [4]

## Classifica
Album
| Anno | Classifica            | Posizione raggiunta |
| ---- | --------------------- | ------------------- |
| 1993 | Official Albums Chart | 8                   |

Singoli
| Anno | Titolo del brano                       | Classifica             | Posizione raggiunta |
| ---- | -------------------------------------- | ---------------------- | ------------------- |
| 1993 | Roses in the Hospital                  | Official Singles Chart | 15                  |
| 1993 | La Tristesse Durera (Scream to a Sigh) | Official Singles Chart | 22                  |
| 1994 | Life Becoming a Landslide              | Official Singles Chart | 36                  |